# Abubaker Haydar Abdalla
Pour les articles homonymes, voir Abdalla.
Abubaker Haydar Abdalla (né le 28 août 1996 au Soudan) est un athlète qatarien, spécialiste du 800 mètres.

## Carrière
Il remporte le titre de champion d'Asie en salle en 2018.
En 2019, il devient champion d'Asie du 800 m en 1 min 44 s 33, record personnel. Il conserve son titre en 2023 en 1 min 45 s 53 à Bangkok. 

## Palmarès
| Date | Compétition         | Lieu    | Résultat | Épreuve   | Marque        |
| ---- | ------------------- | ------- | -------- | --------- | ------------- |
| 2018 | Jeux asiatiques     | Jakarta | 3e       | 800 m     | 1 min 46 s 38 |
| 2019 | Championnats d'Asie | Doha    | 1er      | 800 m     | 1 min 44 s 33 |
| 2019 | Championnats d'Asie | Doha    | 3e       | 4 × 400 m | 3 min 3 s 95  |
| 2023 | Championnats d'Asie | Bangkok | 1er      | 800 m     | 1 min 45 s 33 |
| 2023 | Championnats d'Asie | Bangkok | 3e       | 4 × 400 m | 3 min 4 s 26  |
| 2025 | Championnats d'Asie | Gumi    | 3e       | 800 m     | 1 min 45 s 20 |